# 圣若昂-达利安萨
圣若昂-达利安萨是巴西戈亚斯州的一个市镇。总面积3327.364平方公里，总人口7933人，人口密度2.4人/平方公里。